# 坎德拉 (科賈埃利省)

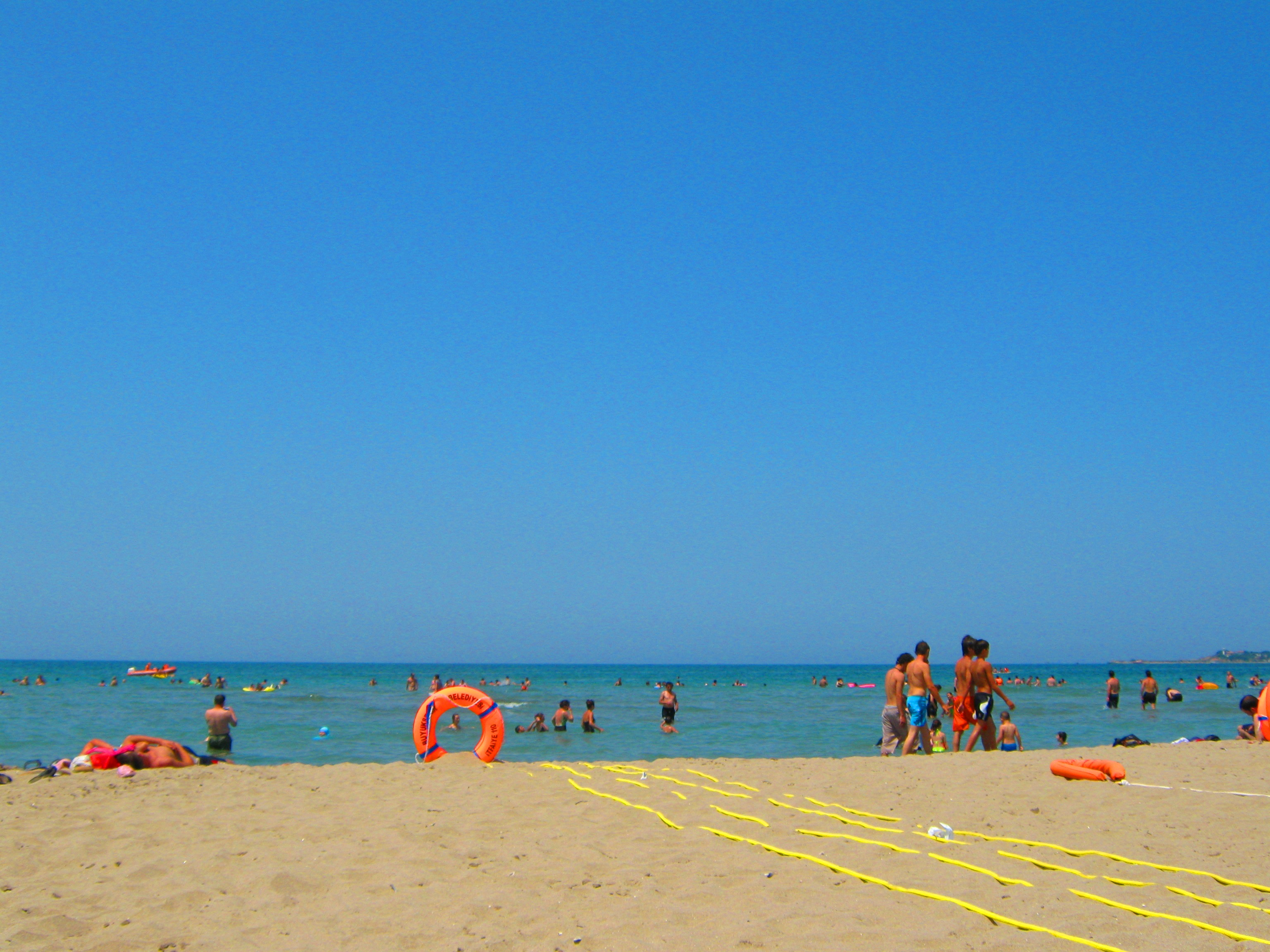

坎德拉是土耳其的城市，由科賈埃利省負責管轄，位於該國西北部，面積921平方公里，海拔高度約100米，每年平均降雨量約1,000毫米，2008年人口14,492。

## 外部連結
- District governor's official website（页面存档备份，存于） （土耳其文）
- District municipality's official website（页面存档备份，存于） （土耳其文）
- Online guide to Kerpe（页面存档备份，存于） （土耳其文）
- Online guide to Restaurant of Kerpe（页面存档备份，存于） （土耳其文）

41°04′20″N 30°10′40″E / 41.07222°N 30.17778°E